# Vincent Vidal
Vincent Vidal (ur. 13 września 1982) – francuski zapaśnik walczący w stylu klasycznym. Zajął 23 miejsce na mistrzostwach Europy w 2003. Piąty w Pucharze Świata w drużynie w 2004 roku.
Mistrz Francji w latach: 2003, 2004, 2006, 2008 i 2009; drugi w 2001, 2005 i 2007, a trzeci w 2010 roku.